# Holcolaetis
Holcolaetis — род пауков из семейства пауков-скакунов.

## Распространение
Встречаются в Афротропике и юго-западной Азии. Кокон с яйцами кладут на ветви деревьев.

## Классификация
Выделяют около 10 видов.
- Holcolaetis albobarbata Simon, 1910 — Западная и Центральная Африка
- Holcolaetis clarki Wanless, 1985 — Западная и Центральная Африка
- Holcolaetis cothurnata (Gerstäcker, 1873) — Занзибар
- Holcolaetis dyali Roewer, 1951 — Пакистан
- Holcolaetis strandi Caporiacco, 1940 — Эфиопия
- Holcolaetis vellerea Simon, 1909 — Западная и Центральная Африка, Йемен
- Holcolaetis xerampelina Simon, 1885 — Центральная Африкаtypus
- Holcolaetis zuluensis Lawrence, 1937 — Южная Африка